# Jim Palmer (baloncestista)
James G. "Jim" Palmer (Keokee, Virginia, 8 de junio de 1933-16 de septiembre de 2013) fue un jugador de baloncesto estadounidense que disputó tres temporadas en la NBA y una más en la ABL. Con 2,03 metros de estatura, lo hacía en la posición de ala-pívot.

## Trayectoria deportiva

### Universidad
Jugó durante tres temporadas con los Flyers de la Universidad de Dayton, donde promedió 7,8 puntos y 8,8 rebotes por partido. Acabó su carrera como tercer mejor reboteador de la historia de su universidad.

### Profesional
Fue elegido en la decimosegunda posición del Draft de la NBA de 1957 por St. Louis Hawks, pero no tuvo hueco en el equipo, fichando por los Peoria Cats de la AAU, con los que ganó la liga, siendo elegido además All-American.
Al año siguiente sus derechos fueron traspasados por los Hawks, junto con Wayne Embry, Darrell Floyd, Gerry Calvert y Ken Sidle a Cincinnati Royals a cambio de Clyde Lovellette. En los Royals se repartió los minutos con Dave Piontek, promediando en su primer año de profesional 10,3 puntos y 7,0 rebotes por partido.
Semanas después de comenzada la temporada 1959-60 fue traspasado a los New York Knicks, donde jugó dos temporadas como suplente de Willie Naulls, siendo la mejor de ellas la primera, en la que promedió 8,0 puntos y 5,1 rebotes por partido.
Acabó su carrera deportiva jugando en tres equipos diferentes en la misma temporada en la ABL.

## Estadísticas de su carrera en la NBA

### Temporada regular
| Temporada | Edad | Equipo            | Liga | P   | TIT | MIN  | TC  | TCA | %TC  | 3P | 3PA | %3P | TL  | TLA | %TL  | R.OF. | R.DEF. | REB | ASIS | ROB | TAP | PER | FP  | PTS  |
| 1958-59   | 25   | Cincinnati Royals | NBA  | 67  |     | 24.2 | 3.8 | 9.4 | .404 |    |     |     | 2.7 | 3.7 | .724 |       |        | 7.0 | 1.0  |     |     |     | 3.1 | 10.3 |
| 1959-60   | 26   | TOTAL             | NBA  | 74  |     | 20.0 | 3.3 | 7.8 | .429 |    |     |     | 1.6 | 2.4 | .684 |       |        | 5.3 | 0.9  |     |     |     | 3.0 | 8.3  |
| 1959-60   | 26   | Cincinnati Royals | NBA  | 20  |     | 20.0 | 3.6 | 7.8 | .458 |    |     |     | 2.0 | 2.8 | .709 |       |        | 5.6 | 0.9  |     |     |     | 3.3 | 9.1  |
| 1959-60   | 26   | New York Knicks   | NBA  | 54  |     | 20.0 | 3.2 | 7.8 | .418 |    |     |     | 1.5 | 2.2 | .672 |       |        | 5.1 | 1.0  |     |     |     | 2.9 | 8.0  |
| 1960-61   | 27   | New York Knicks   | NBA  | 55  |     | 12.5 | 2.3 | 5.6 | .403 |    |     |     | 0.8 | 1.2 | .677 |       |        | 3.3 | 0.5  |     |     |     | 2.3 | 5.3  |
| Total     |      |                   | NBA  | 196 |     | 19.4 | 3.2 | 7.7 | .413 |    |     |     | 1.7 | 2.5 | .703 |       |        | 5.3 | 0.8  |     |     |     | 2.9 | 8.1  |